# Mittlerer Dienst
Der mittlere Dienst (mD) – in einigen Bundesländern auch 2. Einstiegsamt der 1. Laufbahngruppe bzw. Qualifikationsebene 2 –  ist eine Laufbahngruppe im deutschen Beamtenrecht oberhalb des einfachen und unterhalb des gehobenen und höheren Dienstes.

## Voraussetzungen
Grundvoraussetzung für den Einstieg in den mittleren Dienst ist die mittlere Reife oder Hauptschulabschluss und Berufsausbildung (besonders in technischen Fachrichtungen, z. B. bei der Feuerwehr). Für Soldaten auf Zeit können nach Ende der Dienstzeit im Rahmen der Wiedereingliederung Sonderregelungen gelten, was den Zugang zu Berufen im öffentlichen Dienst betrifft. Für sie werden eine bestimmte Anzahl von Planstellen freigehalten. Die Ausbildung dauert zwei bis zweieinhalb Jahre (je nach Behörde und Fachrichtung) und wird mit einer Laufbahnprüfung z. B. zum Verwaltungswirt oder Finanzwirt abgeschlossen.

## Vergleich mit Nichtbeamten
Soldaten der Bundeswehr in der Laufbahngruppe der Unteroffiziere werden ebenso den Besoldungsgruppen A 5 bis A 9 zugeordnet. Sie sind jedoch in einem Wehrdienstverhältnis tätig. Weder vom rechtlichen Status noch von der (Bildungs-)Voraussetzung oder der typischen, dienstlichen Tätigkeit sind sie daher vergleichbar.
Die Bundespolizei (der vormalige Bundesgrenzschutz) führte bis 1976 Dienst- und Amtsbezeichnungen ähnlich den Dienstgraden der Bundeswehr (z. B. Leutnant im BGS, Oberst im BGS), obwohl die Institution immer eine Polizei des Bundes war. Mit der Organisationsreform von 1976 wurden auch die polizeilichen Dienst- und Amtsbezeichnungen des mittleren Dienstes (z. B. Polizeimeister) von den Polizeien der Länder übernommen.

## Besoldung
Dem mittleren Dienst sind die Besoldungsgruppen A 5 bis A 9 nach Anlage I der Besoldungsordnung A des Bundesbesoldungsgesetzes (BBesG) zugeordnet.
| Gruppe | Grundamtsbezeichnungen                              | Beispiele /Dienstgrade von Unteroffizieren |
| --- | --------------------------------------------------- | --- |
| A 5 | Assistent/Werkführer (beide Ämter sind abgeschafft) | Polizeioberwachtmeister (POW, nur in Bayern während des Vorbereitungsdienstes) Unteroffizier, Maat*)                                                                                                 |
| A 6 | Sekretär/Werkmeister                                | Regierungssekretär (RS), Polizeihauptwachtmeister (PHW/PHWM, abgeschafft), Lokomotivführer (Loks) Stabsunteroffizier, Obermaat*)                                                                     |
| A 7 | Obersekretär/Oberwerkmeister                        | Regierungsobersekretär (ROS), Polizeimeister (PM), Oberlokomotivführer (Olokf), Brandmeister (BM) Feldwebel, Bootsmann*), Oberfeldwebel, Oberbootsmann*) **)                                         |
| A 8 | Hauptsekretär/Hauptwerkmeister                      | Regierungshauptsekretär (RHS), Polizeiobermeister (POM), Hauptlokomotivführer (Hlokf), Oberbrandmeister (OBM) Hauptfeldwebel, Hauptbootsmann*) **)                                                   |
| A 9 | Amtsinspektor/Betriebsinspektor                     | Regierungsamtsinspektor (RAI), Polizeihauptmeister (PHM), Lokomotivbetriebsinspektor (Lokbi), Hauptbrandmeister (HBM) Stabsfeldwebel, Stabsbootsmann*), Oberstabsfeldwebel, Oberstabsbootsmann*) **) |
| *) Soldaten sind keine Beamten. Die Zuordnung der Soldaten erfolgt informativ entsprechend ihrer Besoldungsgruppe. **) erhält eine Amtszulage |                                                     | |

Das ursprüngliche Eingangsamt im mittleren Dienst mit der Besoldungsgruppe A 5 ist fast nicht mehr vorhanden. Eingangsamt ist für Beamte in der Regel ein Amt der Besoldungsgruppe A 6. Lediglich in bestimmten Laufbahnen wird A 5 (z. B. Polizeianwärter in manchen Bundesländern) noch durchlaufen oder Justizvollzugsbeamte erhalten als Eingangsamt schon A 7.
Beispielhafte Verwendung der Dienst-/Amtsbezeichnungen in der Bundeszollverwaltung:
Zollsekretär auf Probe (bis 2009: Zollsekretär z. A.), Zollsekretär, Zollobersekretär/Zollschiffsobersekretär, Zollhauptsekretär/Zollschiffshauptsekretär, Zollamtsinspektor/Zollschiffsamtsinspektor (bis 2009: Zollbetriebsinspektor/Zollschiffsbetriebsinspektor).

## Aufgabenbereiche
Beamte des mittleren Dienstes sind teilweise im Bereich der vorbereitenden, meist aber in ausführender Funktion tätig. Die Funktionsbezeichnung eines Beamten im mittleren nichttechnischen Verwaltungsdienst ist oft Bürosachbearbeiter. Eine veraltete Bezeichnung für Bürosachbearbeiter ist Hilfssachbearbeiter.
Geeignete Beamte des mittleren Dienstes können in kleineren Arbeitseinheiten und Sachgebieten auch Leitungsfunktionen übernehmen. Für Beamte mit weit überdurchschnittlichen Leistungen gibt es ferner die Möglichkeit, in den gehobenen Dienst aufzusteigen. Der Einsatz in Leitungsfunktionen wird durch die Organisationshoheit und der Aufstieg sehr rigide durch Rechtsvorschriften der jeweiligen Dienstherren bestimmt.
Des Weiteren engte § 26 BBesG (weggefallen) prozentual durch Obergrenzen die Beförderungsämter ein (z. B. im mittleren Dienst „Amtsinspektor“ in der Besoldungsgruppe A 9 maximal 40 Prozent), denn ohne eine passende Planstelle ist das Aufstiegsverfahren nicht durchführbar. (Ausnahmen hiervon waren in § 26 Abs. 2 BBesG geregelt.) Aufstiegsbeamte des mittleren Dienstes ohne Studium an einer Fachhochschule (z. B. Fachhochschule für öffentliche Verwaltung oder Fachhochschule für Finanzen) führen keinen akademischen Grad (z. B. Diplom-Verwaltungswirt (FH) oder Diplom-Finanzwirt (FH)), weil sie ihn nicht erworben haben.

## Geschichte
Während des deutschen Kaiserreichs war die Beamtenschaft in (Ober-)Beamte und Unterbeamte unterteilt. Erstere gliederten sich nochmals in höhere und in subalterne Beamte. Die Weimarer Republik hob die formale Unterscheidung zwischen Beamten und Unterbeamten auf. Fortan galten alle betroffenen „Staatsdiener“ als einheitlich als Beamte. Aus den Subalternen, neu hinzugefügten Ämtern und einem oberen Teil der vormaligen Unterbeamten entstand der mittlere Dienst. Dieser war von 1927 bis 1939 in den einfachen mittleren Dienst und den gehobenen mittleren Dienst gegliedert. Aus letzterem ging dann die Laufbahn des gehobenen Dienstes hervor, aus ersterem der heutige mittlere Dienst. Nach diesem rangierte von 1927 bis 1939 der untere Dienst, der seitdem als einfacher Dienst firmiert.